# Cejgmistrz
Cejgmistrz, cejgmajster (z niem. Zeugmeister) - wyższy oficer artylerii w XVI - XVIII wieku, zarządzający w kraju wszystkimi arsenałami.
W dawnym wojsku polskim na czele artylerii stawał cejmistrz, cejgwort lub inny wyznaczony oficer, któremu do pomocy wyznaczano cejgpisarza do prowadzenia rejestrów oraz sługę o zadaniach zbliżonych do woźnego. Pierwszym cejgmistrzem (starszym nad armatą) był Jan Staszkowski mianowany w 1531 r..
W latach 30. XVII wieku, po reformach wojskowych Władysława IV Wazy, występował jako inspektor artylerii, trzeci po generale artylerii i jego zastępcy dowódca tej broni. Według Artykułów przesławnej artyleryi oficerom wyższej i niższej rangi... ze stycznia 1634 r. cejgmistrz występuje w następującym ciągu stopni oficerskich: oberster (pułkownik), oberstlejtenant, cejgmistrz, kapitan, porucznik albo cejgwart.
Jako cejgmistrzowie wymieniani są m.in. Jan Waksman (wcześniej, podobnie jak jego ojciec, cejgwart cekhauzu krakowskiego za Zygmunta III Wazy) oraz cejgmistrz, czyli ,,kontroler artylerii”, następnie jej pułkownik, Fryderyk Getkant.
W XVIII wieku cejgmistrz miał stopień majora artylerii.